# Giovanni Migliuolo
Giovanni Migliuolo (Napoli, 1927 – New York, 22 settembre 1989) è stato un diplomatico italiano.
È stato ambasciatore presso l'Ambasciata d'Italia in Unione Sovietica tra il 1981 e il 1985 e al Cairo tra il 1985 e il 1988. Dal 1988 al 1989 ha svolto il ruolo di Rappresentante Permanente per l'Italia presso le Nazioni Unite a New York; nel novembre 1988 ha ricoperto l'incarico di Presidente del Consiglio di sicurezza.

## Biografia
Educazione
Ha conseguito la laurea in giurisprudenza presso l'Università di Napoli, l'11 luglio 1947, a soli 19 anni.
Attività diplomatica
Il 1º marzo 1951 intraprende la carriera diplomatica, dapprima come volontario presso la Direzione Generale Relazioni Culturali, divenendone Capo Segreteria l'anno successivo. È poi la volta delle assegnazioni all'estero, che lo vedono prestare servizio inizialmente a Parigi in qualità di Secondo console nel 1952 e Primo vice console nel 1954. Prosegue il suo servizio all'estero in Unione Sovietica, presso l'Ambasciata d'Italia a Mosca dal 1955 al 1957; termina il suo periodo moscovita nel ruolo di Secondo segretario di legazione. Dal 1958 presta servizio a Tunisi, per poi tornare a Roma alla Direzione Generale Affari Economici nel 1961. Dal 1965 al 1967 torna nuovamente a Mosca, questa volta in qualità di Consigliere. Di ritorno in Italia, viene nominato Vice Presidente del Consiglio dell'Organizzazione Europea per le Ricerche Spaziali (E.S.R.O.). Nel 1969 si reca oltreoceano presso la Rappresentanza Permanente d'Italia presso le Nazioni Unite a New York, dapprima come Ministro consigliere, in seguito come Vice Rappresentante italiano al Consiglio di Sicurezza delle Nazioni Unite dal 1970. Dal 1975 alle dirette dipendenze del Direttore Generale degli Affari Economici. Due anni dopo responsabile per i negoziati bilaterali di carattere economico-commerciale e le questioni energetiche. Direttore Generale dell'Emigrazione e Affari Sociali a partire dal 1978. Svolge un periodo al Cairo dal 1985 al 1988. Torna poi alla Rappresentanza Permanente d'Italia presso le Nazioni Unite a New York, ricoprendo questa volta il ruolo di Rappresentante Permanente e, frattanto, l'incarico di Presidente del Consiglio di Sicurezza delle Nazioni Unite fino al 1989.